# Radio France
Radio France ist die Betreibergesellschaft des öffentlich-rechtlichen Hörfunks in Frankreich.

## Geschichte

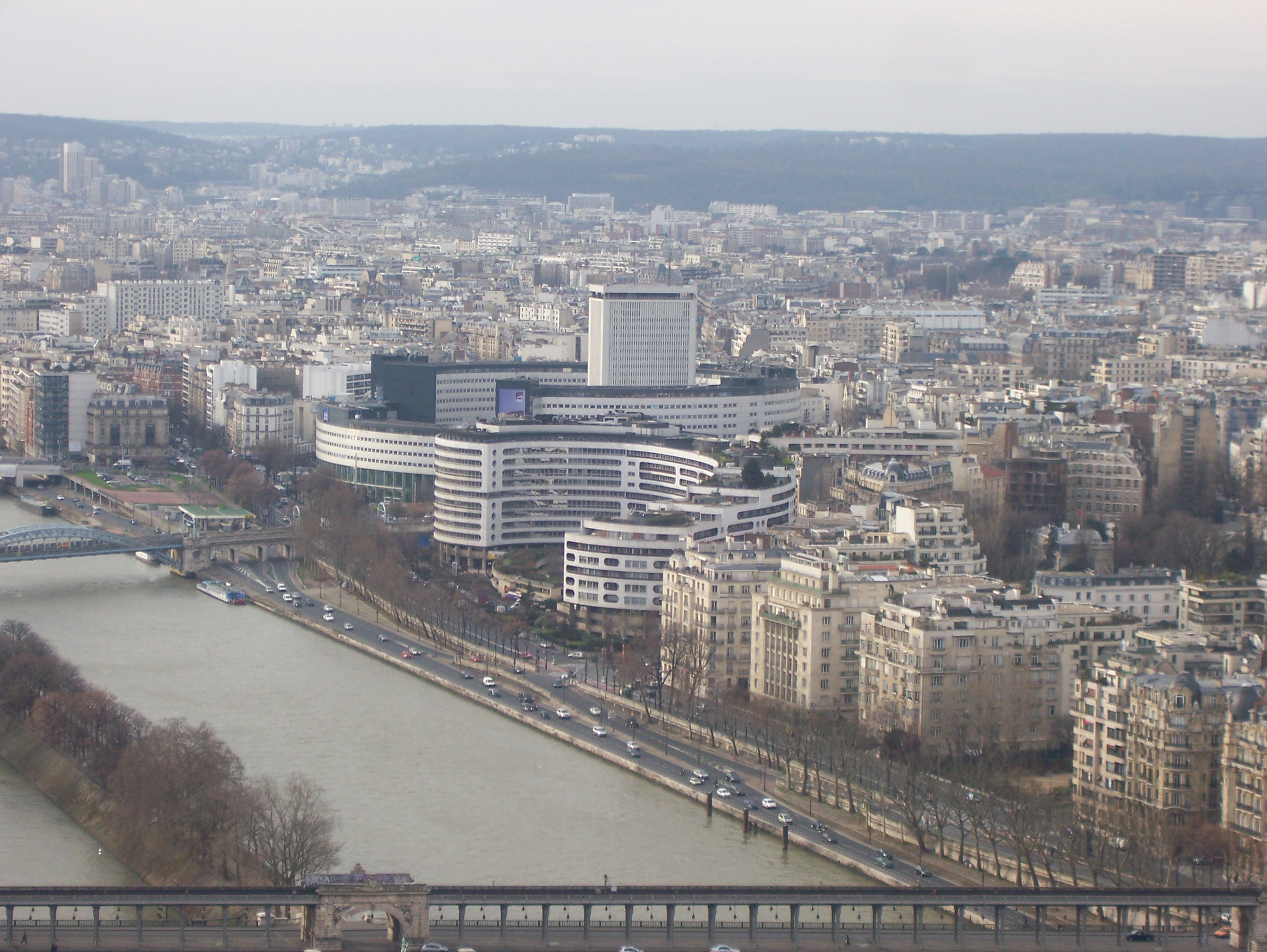
Maison de Radio France, der Sitz von Radio France in Paris

Radio France ging aus der Zerschlagung des Office de Radiodiffusion Télévision Française (ORTF) hervor, als zur Jahreswende 1974/1975 der einheitliche Träger für das öffentlich-rechtliche Fernsehen und den Hörfunk in Frankreich durch Gesetz aufgelöst wurde. Der neu gegründete Sender übernahm zum 1. Januar 1975 die drei bis dahin bereits bestehenden großen Radioprogramme France Inter, France Culture, France Musique sowie die zehn regionalen FIP-Wellen.
Der Auslandsrundfunk wurde unter dem Namen Radio France Internationale (RFI) in eigener Trägerschaft ebenfalls neu gegründet, jedoch mit einer mehrere Jahre dauernden Verzögerung. RFI wurde zunächst zum „fünften Programm“ von Radio France. Seit 1982 bestand RFI dann als eine Tochtergesellschaft der Radio-France-Gruppe, ab 1987 wurde der Sender selbständig.
Sitz von Radio France ist seit seiner Gründung das weitläufig angelegte Funkhaus Maison de Radio France im 16. Pariser Arrondissement.
Im Jahr 1980 wurden zwei Programme neu eingeführt: Radio Bleue, ein Programm für die ältere Generation, das ursprünglich nur auf der Mittelwelle sendete, sowie das Jugendprogramm Radio 7. Außerdem gingen in diesem Jahr drei Lokalradios auf Sendung: Fréquence Nord (am 19. Mai), Radio Mayenne (16. Juni) und Melun FM (11. September). Radio Bleue und die Lokalradios wurden im September 2000 zum Netz der Regionalradios France Bleu weiterentwickelt.
Das Nachrichtenprogramm France Info wurde 1987 erstmals ausgestrahlt. Es war das erste Informationsradio, das rund um die Uhr sendete. Alle 30 Minuten gibt es seitdem einen point sur l’info, in dem die laufenden Nachrichten zusammengefasst werden. Außerdem gab es Rubriken zu ausgewählten Themen.
Ab 1989 wurde das Musikprogramm Hector, ein Ableger des Klassikprogramms France Musique, und Victor, von France Culture Europe, digital über den Satelliten TDF 1 ausgestrahlt.
Das Verkehrsradio 107,7 FM begann auf einem Gleichwellennetz in Zusammenarbeit mit dem Autobahnbetreiber SANEF. Es ist der einzige nicht-private französische Verkehrssender, der rund um die Uhr über die Lage auf den Autobahnen im Norden Frankreichs berichtet.
Seit 1996 gibt es unter dem Namen Sophia eine Datenbank mit Beiträgen, die andere freie und kommerzielle Hörfunkanbieter übernehmen können. Im gleichen Jahr war der Sendebeginn des Programms Elisa, das ausschließlich französische Chansons bringt. Es wurde analog und digital ausgestrahlt, auch über das Bouquet der neun Stationen, die Radio France über CanalSatellite sendete.
Das Jugendprogramm Le Mouv' wurde 1997 gegründet. Es wurde nur digital zunächst aus Toulouse, seit 2001 aus Paris gesendet.
Vom September 2002 bis zum Jahr 2006 betrieb Radio France unter dem Namen La City Radio de Paris auf der Frequenz 107,1 MHz ein Stadtradio für Paris. Es wurde unter dem Namen France Bleu Ile de France in das Programm France Bleu integriert.
Podcasts von Sendungen sind seit 2006 verfügbar. Im selben Jahr wurde auch das Programm France Vivace aus der Taufe gehoben, das rund um die Uhr klassische Musik im Kabel, über Satellit und über das Internet sendete. Es ersetzte das Programm Hector. Das Nachtprogramm wurde auf France Musique übernommen. Ende August 2010 wurde France Vivace im Zuge einer Programmreform eingestellt.
Seit 2007 sendet Radio France auch auf DAB (französisch Radio numérique terrestre, RNT).
Am 31. Oktober 2014 musste Radio France die Sendung wegen eines Vorfalls im Maison de la Radio, dem Pariser Funkhaus, vorübergehend unterbrechen, da im Gebäude Rauch und Flammen bemerkt worden waren.
Am 1. Januar 2016 schaltete Radio France aus Spargründen fast sämtliche Mittelwellensender ab, die die Programme France Info und France Bleu übertrugen.

## Unternehmen
Radio France wird, wie alle französischen Rundfunkveranstalter, in der Rechtsform einer privatrechtlichen Aktiengesellschaft im öffentlichen Eigentum (société anonyme à capitaux publics) betrieben. Einziger Aktionär ist der französische Staat. Das Unternehmen wird im öffentlichen Interesse als service public betrieben, was im deutschen Recht der Daseinsvorsorge vergleichbar ist, mit der der Staat einen Infrastrukturauftrag erfüllt.
An der Spitze steht ein Intendant (Président-directeur général), der die Gesellschaft leitet und gegenüber Dritten rechtlich vertritt. Er ist insoweit mit dem Intendanten einer deutschen Rundfunkanstalt vergleichbar, allerdings wird er nicht wie sein deutsches Gegenüber von einem Kollegium gewählt, sondern vom französischen Staatspräsidenten ernannt, und zwar auf Vorschlag der Aufsichtsbehörde für den Rundfunk, dem Conseil supérieur de l’audiovisuel (CSA). Die Intendanten von Radio France waren bisher:
- Jacqueline Baudrier, von Januar 1975 bis Juli 1981
- Michèle Cotta, von Juli 1981 bis August 1982
- Jean-Noël Jeanneney, von Oktober 1982 bis Dezember 1986
- Roland Faure, von Dezember 1986 bis Januar 1989
- Jean Maheu, von Februar 1989 bis November 1995
- Michel Boyon, von November 1995 bis November 1998
- Jean-Marie Cavada, von November 1998 bis April 2004
- Jean-Paul Cluzel, von Mai 2004 bis Mai 2009
- Jean-Luc Hees, von Mai 2009 bis Mai 2014
- Mathieu Gallet, von Mai 2014 bis April 2018
- Sibyle Veil, seit April 2018

Ein weiteres Organ des Senders ist der Verwaltungsrat (conseil d’administration de Radio France, CA), der sich aus zwölf Mitgliedern zusammensetzt: Dem Intendanten von Radio France, vier Mitgliedern des CSA, vier Vertretern des französischen Staates, zwei Abgeordneten des französischen Parlaments und zwei Vertretern der Belegschaft von Radio France.
Radio France hat im Jahr 2012 rund 4300 Mitarbeiter, davon 42 Prozent Frauen.
Der Haushalt des Senders belief sich im Jahr 2011 auf insgesamt 652,4 Millionen Euro. Die Finanzierung erfolgt über Rundfunkgebühren.
Radio France hält auch Beteiligungen an anderen Sendern. So gehören Radio France 15 Prozent der Anteile von ARTE France, dem französischen Mitgesellschafter des französisch-deutschen Kultursenders ARTE. Außerdem betreibt Radio France in Kooperation mit der Autobahnbetreibergesellschaft SANEF das Verkehrsinformationsprogramm 107,7 FM (Autoroute Info).

## Klangkörper

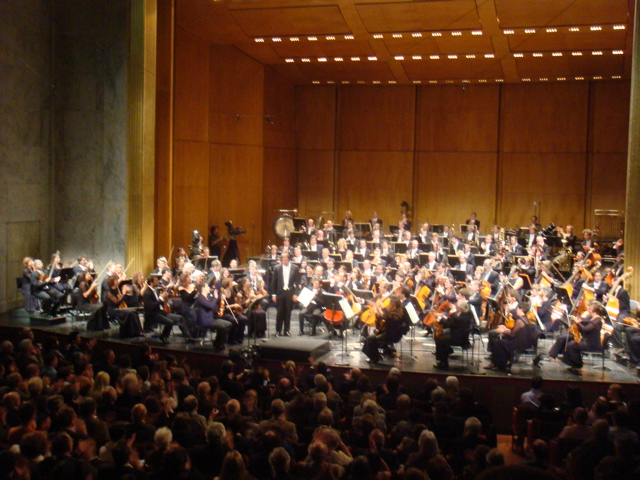
Orchestre National de France (2009)

Radio France unterhält mehrere Klangkörper, die das musikalische Leben Frankreichs bereichern und auch in den Programmen eine bedeutsame Rolle einnehmen. Am bekanntesten ist das Orchestre National de France, das schon seit 1934 besteht. Daneben gibt es das Orchestre Philharmonique de Radio France und den Rundfunkchor Chœur de Radio France sowie den Kinderchor Maîtrise de Radio France. Es gibt eigene Konzertreihen mit namhaften Künstlern. Radio France zeichnet alle Konzerte seiner Klangkörper auf und sendet sie in den Programmen France Musique oder auch in den regelmäßigen Sendungen mit klassischer Musik in France Inter.

## Programme
| Programme                     | Programme | Programme |
| Hörfunkwelle von Radio France | Schwerpunkt | Anmerkung |
| ----------------------------- | --- | --- |
| France Inter                  | radio généraliste (etwa: Vollprogramm) mit dominierendem Wortanteil in Form von Gesprächen, Diskussionen, Telefonschaltungen, Nachrichten, Kurzfeatures, Reportagen und Sportberichterstattung. Im Musiksegment eine große Bandbreite oft nach Genre geordneter thematischer Sendungen aus den Bereichen Klassik, Chanson, Jazz, Weltmusik und Pop. | RDS-Signal: INTER, Verbreitung: UKW, Langwelle, DAB+, Kabel, Satellit, Internetstreams, Smartphoneapp |
| Ici                           | Leichte Unterhaltung für erwachsene Zielgruppen. Chanson und Oldies dominieren den hohen Musikanteil. Ici (bis einschließlich 5. Januar 2025: France Bleu) ist ein Mantelprogramm aus Paris für 45 Stationen, die in ihrem Sendegebiet zu bestimmten Tageszeiten Regionalsendungen mit Informationen und Unterhaltung einbringen und dabei unter ihrem jeweiligen Namen (Ici Alsace, Ici Provence usw.) firmieren. Auch regionalsprachliche Sendungen werden von einzelnen Stationen beigesteuert. So sendet Ici Breizh Izel für die Westbretagne alltags morgens, mittags und abends Kurznachrichten und Magazine sowie am Wochenende nachmittags längere Beiträge auf Bretonisch; Ici Pays Basque sendet täglich insgesamt ein bis zwei Stunden auf Baskisch. Diese Sendungen wechseln sich im Tagesverlauf mit französischen Sendungen ab und bilden regionalsprachliche Inseln (mit einer Länge von wenigen Minuten bis zu ca. einer Stunde), eingebettet in die Sendungen in der Mehrheitssprache Französisch. Ganze Vor- und Nachmittage auf Elsässisch bzw. Korsisch bieten hingegen Ici Elsass und Ici RCFM an. Völlig fehlen Sendungen auf Okzitanisch für das südliche Drittel des Landes, auf Katalanisch im Roussillon und auf Flämisch für das Umland von Lille. | RDS-Signal variiert regional: z. B.: BLEUALSA (im Elsass) oder BLEUAZUR (für die Côte d’Azur); Verbreitung: UKW, DAB+, Kabel, Satellit, Internetstreams, Smartphoneapp |
| France Musique                | E-Musikwelle mit hauptsächlich klassischer Musik, Kammerkonzerten, Opern, Chormusik, moderner akustischer Musik und Jazz-Sendungen | RDS-Signal: MUSIQUE; Verbreitung: UKW, DAB+, Kabel, Satellit, Internetstreams, Smartphoneapp |
| France Info                   | Informationswelle mit 24 Stunden Nachrichten und Hintergründen zu Politik, Kultur, Sport und Wirtschaft | France Info war das Vorbild für viele Nachrichtenradios auch im deutschsprachigen Raum. Seit September 2016 arbeitet France Info in einer Kooperation mit dem Informationsangebot von France Télévisions zusammen. RDS-Signal: INFO; Verbreitung: UKW, Mittelwelle (seit 31. Dez. 2015 eingestellt), DAB+, Kabel, Satellit, Internetstreams, Smartphoneapp |
| France Culture                | Kultur-, wissenschafts- und bildungsorientiertes Wortprogramm. Dieses beinhaltet morgens, am Mittag, Abends und Nachts jeweils ausführlichere Nachrichtenmagazine. Wichtige Genres des Programmes sind Diskussionen, Wissenschaftssendungen, Chroniken, Features, Lesungen und Hörspiele. Inhaltliche Schwerpunkte stellen sowohl Literatur und Kunst als auch Gesellschaft und Wissenschaft dar. | RDS-Signal: CULTURE; Verbreitung: UKW, DAB+, Kabel, Satellit, Internetstreams, Smartphoneapp |
| Mouv'                         | Jugendprogramm mit Hip-Hop, Rapmusik und R'n'B | RDS-Signal: MOUV; Verbreitung: UKW, DAB+, Kabel, Satellit, Internetstreams, Smartphoneapp |
| Mouv'Xtra                     | Jugendradio mit Underground- oder Newcomer-Rap | Verbreitung: Internetstreams, Smartphoneapp |
| FIP                           | Musikprogramm zusammengesetzt aus Stücken aller Genres in einer durchgängigen Playlist ohne spezifische Spartenabgrenzungen. Kurze Moderationen oder Nachrichtenbeiträge ergänzen das Programm | FIP war das erste regionale Netzwerk von Radio France. Ursprünglich existierte nur in der Hauptstadt der France Inter-Ableger France Inter Paris. Später kamen weitere Stationen, wie FIP Strasbourg oder FIP Lille hinzu. RDS-Signal: FIP; Verbreitung: UKW, DAB+, Kabel, Satellit, Internetstreams, Smartphoneapp                                        |
| FIP autour du Rock            | Spartenprogramm für Rockmusik | Verbreitung: Internetstreams, Smartphoneapp |
| FIP autour du Jazz            | Spartenprogramm für Jazz | Verbreitung: Internetstreams, Smartphoneapp |
| FIP autour du Groove          | Spartenprogramm für rhythmische Unterhaltungsmusik | Verbreitung: Internetstreams, Smartphoneapp |
| FIP autour du Monde           | Spartenprogramm für Weltmusik | Verbreitung: Internetstreams, Smartphoneapp |
| Tout nouveau tout FIP         | Spartenprogramm für Neuerscheinungen in der Popmusik | Verbreitung: Internetstreams, Smartphoneapp |
| FIP l’été reggae              | Spartenprogramm für Reggaemusik | Verbreitung: Internetstreams, Smartphoneapp |
| 107.7 FM                      | Spartenprogramm Verkehrsfunk. Verkehrsinformationen kommen im Bedarfsfall ins Programm, sonst alle 15 Minuten. Dazwischen dominieren touristisch und verkehrsrelevante Beiträge sowie Musik aller Sparten das Programm. | RDS-Signal: 107,7; Verbreitung: UKW 107.7 wird über ein schwaches Gleichwellen-UKW-Netz nur entlang von Fernstraßen und Autobahnen gesendet. Entlang der Privatautobahnen bestehen private Sender nach dem gleichen System, die von den Betreiber- und Mautgesellschaften ohne Beteiligung von Radio France betrieben werden.                              |